# Moreto Cassamá
Moreto Moro Cassamá (Bissau, 16 de fevereiro de 1998) é um futebolista luso-guineense que atua como meia-atacante.

## Carreira
Formado no Sporting CP, Cassamá jogou nas categorias de base do time lisboeta entre 2010 e 2013, quando foi para o Porto.
Profissionalizou-se em 2017, sendo integrado ao time B dos Dragões. A estreia foi contra o Nacional da Madeira, em setembro do mesmo ano. Entrou no lugar do argentino Federico Varela aos 78 minutos de jogo, vencido pelo Porto B por 2 a 1. Chegou a ser vendido para o Borussia Mönchengladbach por 3 milhões de euros, porém o time alemão desistiu do negócio e Cassamá regressou ao Porto B.
No último dia da janela de transferências da Europa, o meia-atacante, que não chegou a ser relacionado para nenhum jogo no time principal do Porto, assinou com o Stade de Reims - seu contrato é válido até 2022.

## Carreira internacional
Com passagem pelos times de base de Portugal entre 2013 e 2016, Moreto Cassamá foi convocado por Baciro Candé para disputar a Copa das Nações Africanas de 2019, representando a Guiné-Bissau, o seu país de origem.